# Сладкое (Донецкая область)
Сладкое (укр. Солодке) — посёлок в Волновахском районе Донецкой области Украины.

## Население
Население по переписи 2001 года составляло 525 человек. 